# Ракетные катера типа P50U
Ракетные катера типа P50U — серия быстроходных ударных катеров, планируемая к постройке для ВМС Украины.
21 июня в Одессе на борту британского эсминца HMS Defender был подписан «Меморандум о реализации проектов морского партнёрства между консорциумом промышленности Соединённого Королевства и Военно-морскими силами Украины».
В целом для Украины построят восемь современных ракетных катеров. Чтобы профинансировать работы, Лондон предоставит заём на 10 лет на сумму до 1,25 миллиарда фунтов. Первые два катера построят в Великобритании, остальные — в Украине.